# Pseudonannolene auguralis
Pseudonannolene auguralis är en mångfotingart som beskrevs av Filippo Silvestri 1902. Pseudonannolene auguralis ingår i släktet Pseudonannolene och familjen Pseudonannolenidae. Inga underarter finns listade i Catalogue of Life.